# Kadril
Kadril (russisk: Кадриль) er en russisk spillefilm fra 1999 af Viktor Titov.

## Medvirkende
- Oleg Tabakov som Sanja Arefjev
- Ljubov Polisjjuk som Lida Zvjagintseva
- Stanislav Ljubsjin som Nikolaj Zvjagintsev
- Valentina Telitjkina som Valja Orefjeva
- Nina Usatova som Makejevna